# Anilios troglodytes
Espèce
Synonymes
- Ramphotyphlops troglodytes Storr, 1981
- Austrotyphlops troglodytes (Storr, 1981)

Anilios troglodytes est une espèce de serpents de la famille des Typhlopidae. 

## Répartition
Cette espèce est endémique du Nord de l'Australie-Occidentale en Australie. Elle a été découverte dans la grotte Tunnel Cave dans la Napier Range dans le Kimberley

## Description
L'holotype d'Anilios troglodytes mesure 402 mm.

## Publication originale
- Storr, 1981 : The genus Ramphotyphlops (Serpentes: Typhlopidae) in Western Australia. Records of the Western Australian Museum, vol. 9, no 3, p. 235-271 (texte intégral).